# Calzada del Coto
Calzada del Coto (asztur-leóni nyelven Calzada del Coutu) település Spanyolországban, León tartományban. Lakosainak száma 223 fő (2024).

## Földrajza
Calzada del Coto Gordaliza del Pino, Bercianos del Real Camino, El Burgo Ranero, Santa María del Monte de Cea, Villamol és Sahagún községekkel határos.

## Népesség
A település lakosságának változását az alábbi diagram mutatja:
| Lakosok száma | 296  | 289  | 281  | 265  | 261  | 253  | 241  | 223  | 224  | 223  |
|               | 2001 | 2004 | 2007 | 2009 | 2012 | 2014 | 2017 | 2019 | 2022 | 2024 |